# Zamernik
Zamernik je priimek več znanih Slovencev:
- Bogomir Zamernik (*1964), politik